# Mesosa siamana
Mesosa siamana är en skalbaggsart som beskrevs av Stefan von Breuning 1974. Mesosa siamana ingår i släktet Mesosa och familjen långhorningar. Inga underarter finns listade i Catalogue of Life.